# Пейзаж з повітря

Художнє зображення повітряного пейзажу: Джейн Франк (Jane Schenthal Frank, 1918-1986), Aerial Series: Plowed Fields, Maryland, 1974, акрил та змішані матеріали на подвійному полотні з апертурою, 52"x48".

(Ця стаття стосується живопису та інших нефотографічних носіїв інформації. В іншому випадку дивіться аерофотозйомку)
Повітряне пейзажне мистецтво (повітряний краєвид, пейзаж з повітря) включає картини та інші візуальні мистецтва, які зображують або викликають вигляд пейзажу з точки зору над ним — як правило, із значної відстані — як його можна розглядати з літака чи космічного корабля. Іноді мистецтво базується не на безпосередньому спостереженні, а на аерофотозйомці або на картах, створених із використанням супутникових зображень. Цей вид садово-паркового мистецтва навряд чи існував до 20 століття; його сучасний розвиток збігся з появою людського транспорту, що дозволило отримати фактичний вид зверху на великі ландшафти.
Повітряні пейзажі — це пейзажі, видно з неба. Найбільш ранні зображення повітряних ландшафтів — це карти або дещо схожі на картини твори мистецтва, які демонструють пейзаж із уявної точки зору пташиного польоту. Наприклад, австралійські аборигени, починаючи з дуже давніх часів, створювали «заміські» пейзажі — повітряні пейзажі, що зображували їх країну, — показуючи родові шляхи до водопою та священних місць. За кілька століть до повітряних подорожей європейці розробляли карти цілих континентів і навіть самої земної кулі, все з уявної повітряної перспективи, за допомогою математичних розрахунків, отриманих в результаті опитувань та знань про астрономічні взаємозв'язки.
Були й інші західні твори мистецтва до 20 століття, які іноді зображували окреме місто чи дільницю таким чином, щоб наблизитись до реального повітряного ландшафту, показуючи місто чи місто більш-менш так, як це може виглядати прямо над головою. Ці повітряні міські пейзажі, що нагадують карту, часто використовували своєрідну змішану перспективу; в той час як загальний вигляд був квазі-повітряним - демонструючи розташування об’єктів, розташованих так, як би видно безпосередньо зверху, - окремі особливості, що мають значення (наприклад, церкви чи інші великі будівлі), були зображені більшими, ніж масштаб, під кутом, як вони можуть виглядати для когось, що стоїть на земля. Подібне на карті функціональне призначення цих знімків означало, що такі орієнтири повинні бути впізнаваними для глядача, отже, реалістичний вигляд зверху сцени перешкодив би цілі. Поява подорожей на аеростатах у 19 столітті спонукало до розвитку більш реалістичних повітряних ландшафтів, оскільки перші авіаційні новатори починають дізнаватися, як насправді виглядали пейзажі та будівлі, якщо дивитись прямо над ними.

## Модерністська абстракція та повітряний ландшафт
Художник Казимир Малевич (1878–1935), який багато писав про естетику та філософію сучасного мистецтва, визначив повітряний ландшафт (особливо «вид пташиного польоту», дивлячись прямо вниз, на відміну від косого кута) як справжній нова і радикалізуюча парадигма в мистецтві XX століття. На його думку, повітряні подорожі, а точніше, аерофотознімки створили цю широку зміну у свідомості. Італійські футуристи також були зачаровані повітряними видами ландшафтів.
На відміну від традиційних ландшафтів, повітряні ландшафти часто не включають жодного виду горизонту чи неба, ані в таких випадках не відбувається спаду виду на нескінченну відстань. Крім того, існує природне споріднення між аерозольним пейзажним живописом та абстрактним живописом не тільки тому, що знайомі предмети іноді важко розпізнати при погляді з повітря, але тому, що на картині немає природної орієнтації "вгору" чи "вниз". Часто здається, що, як у творі абстрактного експресіонізму, картину можна так само повісити догори дном або вбік. Крім того, як на картині Джексона Поллока або Марка Тобі, такі зображення часто мають розподіл інтересів "по всьому", що суперечить будь-якій спробі ухвалити рішення про "правильну" орієнтацію або фокус.

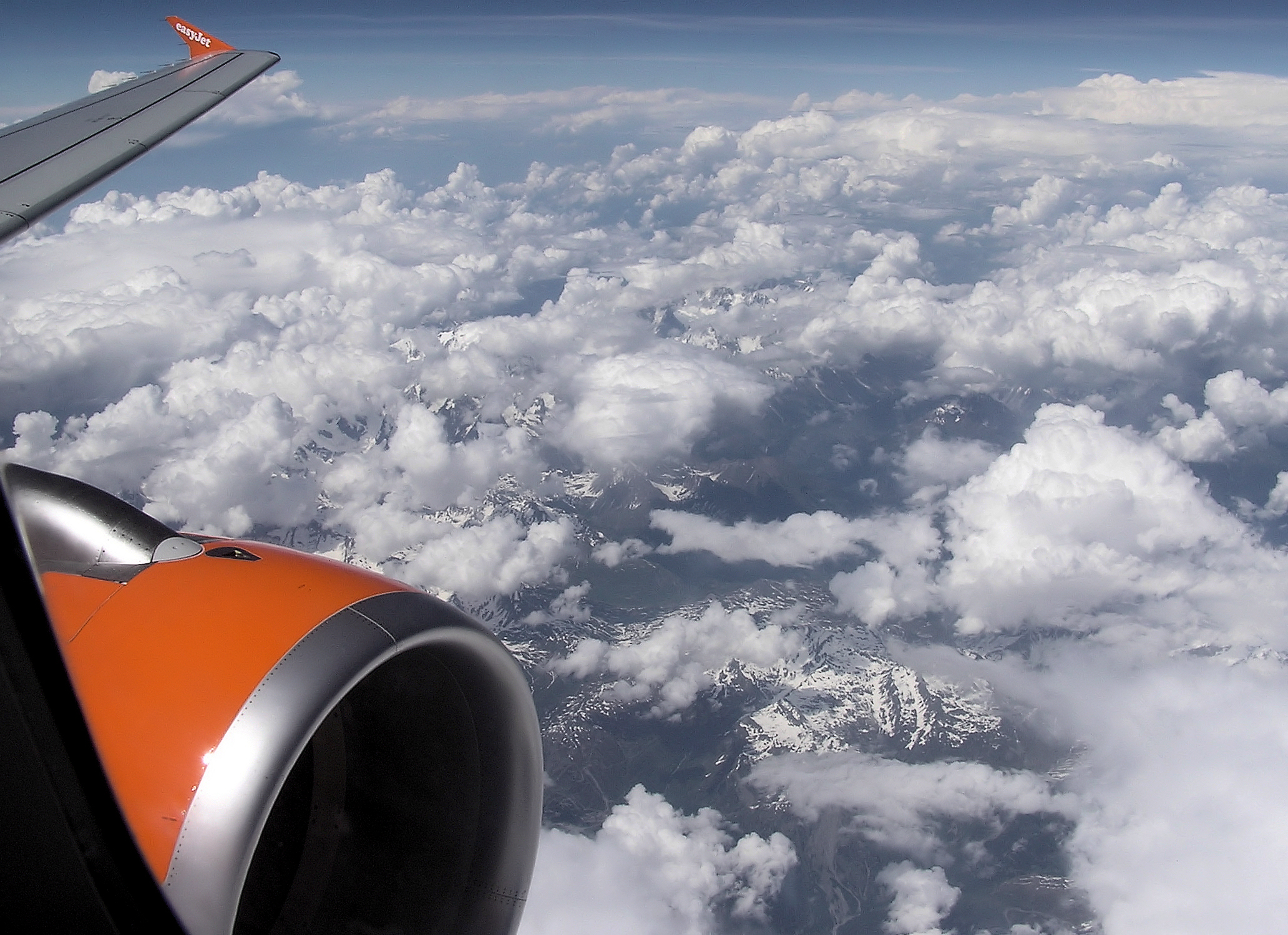
Вид із літака на висоті 35000 футів, який можна використовувати як основу для повітряного малювання хмарного пейзажу.

На додаток до Малевича, багато інших сучасних та сучасних художників створили роботи, натхненні повітряними видами ландшафтів, зокрема Джорджія О'Кіф, Сьюзен Кріл, Джейн Франк, Річард Дібенкорн, Івонна Жакет та Ненсі Грейвз. 
[джерело?]

## Особливий випадок: повітряний хмарний пейзаж
Повітряні хмарні пейзажі, намальовані Джорджією О'Кіф в 1960-1970-х роках, - це окремий випадок. Багато з них - зовсім не пейзажі, оскільки вони не показують жодної землі. Вони зображують зображення хмар, розглянутих зверху, підвішених на блакитному небі, а землі внизу ніде не видно; це вид хмар, розглянутих під кутом вниз і вбік, як із вікна літака. На цих картинах зображений своєрідний "псевдо-горизонт", сформований не там, де земля стикається з небом, а там, де підвішений шар хмар - "псевдозем" - зустрічає порожнє верхнє небо. (Див. Зовнішнє посилання нижче для зображення гігантського повітряного пейзажу О'Кіфа в 1965 році під назвою " Небо над хмарами IV", розміщеного в Чиказькому художньому інституті).
У цей період О'Кіф також створив кілька повітряних картин хмарного пейзажу, які кваліфікуються як справжні повітряні пейзажні картини, оскільки вони включають вид на землю під хмарами. Прикладом є It was Blue and Green (1960; див. Зовнішнє посилання на зображення нижче). На цій картині представлений вид на землю, видно зверху крізь тонкий шар хмар, що поєднує повітряний ландшафт та повітряний жанр хмарного пейзажу.

## Визначні художники
- Susan Crile
- Yann Arthus-Bertrand
- Tullio Crali
- Richard Diebenkorn
- Jane Frank
- Nancy Graves
- Andreas Gursky
- Yvonne Jacquette
- Kazimir Malevich
- Georgia O'Keeffe
- Don Reichert
- Nikolas Schiller
- Everett Warner

### Книги
- Дрейкаузен, Маргрет, "Сприйняття з [Архівовано 8 січня 2009 у Wayback Machine.] повітря : Земля з літаків і космічних кораблів та її вплив на сучасне мистецтво" [Архівовано 8 січня 2009 у Wayback Machine.] (Associated University Presses: Cranbury, NJ; London, England; Mississauga, Ontario: 1985)ISBN 0-87982-040-3
- Фаберман, Гіларі, "Повітряна муза: Мистецтво Івонни Жакет " [Архівовано 29 вересня 2007 у Wayback Machine.] (Нью-Йорк: Hudson Hills Press; Стенфорд, Каліфорнія.У співпраці з Айріс та Б. Джеральдом Кантором, Центром візуальних мистецтв Стенфордського університету, 2002)ISBN 1-55595-157-0
- Йоселов, Томас, Джейн Франк : ретроспективна виставка [Архівовано 29 вересня 2007 у Wayback Machine.] (Нью-Йорк: А. С. Барнс, 1975) [каталог виставки] OCLC : 2651512

### Інше
- Лоддер, Крістіна. "Малевич, супрематизм та аерофотозйомка" [стаття] Публікація: ІСТОРІЯ ФОТОГРАФІЇ, 28, ч. 1 (2004): 25-40;ISSN 0308-7298